# خانه هجری
خانه هجری مربوط به دوره قاجار - دوره پهلوی است و در بروجرد، خیابان شهدا، کوچه بشیر المعظم، کوچه زمرد واقع شده و این اثر در تاریخ ۱۱ مرداد ۱۳۸۴ با شمارهٔ ثبت ۱۲۵۳۶ به‌عنوان یکی از آثار ملی ایران به ثبت رسیده است.